# Roseraie Aramaki
La roseraie Aramaki (荒牧バラ公園, Aramaki bara-kōen) est une roseraie située dans la ville d'Itami, dans la préfecture de Hyōgo au Japon.

## Localisation
La roseraie Aramaki est située dans le nord-ouest d'Itami, à 20 minutes à pied de la gare de Yamamoto sur la ligne Hankyu Takarazuka ou de la gare de Nakayamadera sur la ligne JR Takarazuka, non loin de l'aéroport international d'Osaka.

## Historique
La roseraie a été créée en 1992.

## Collections

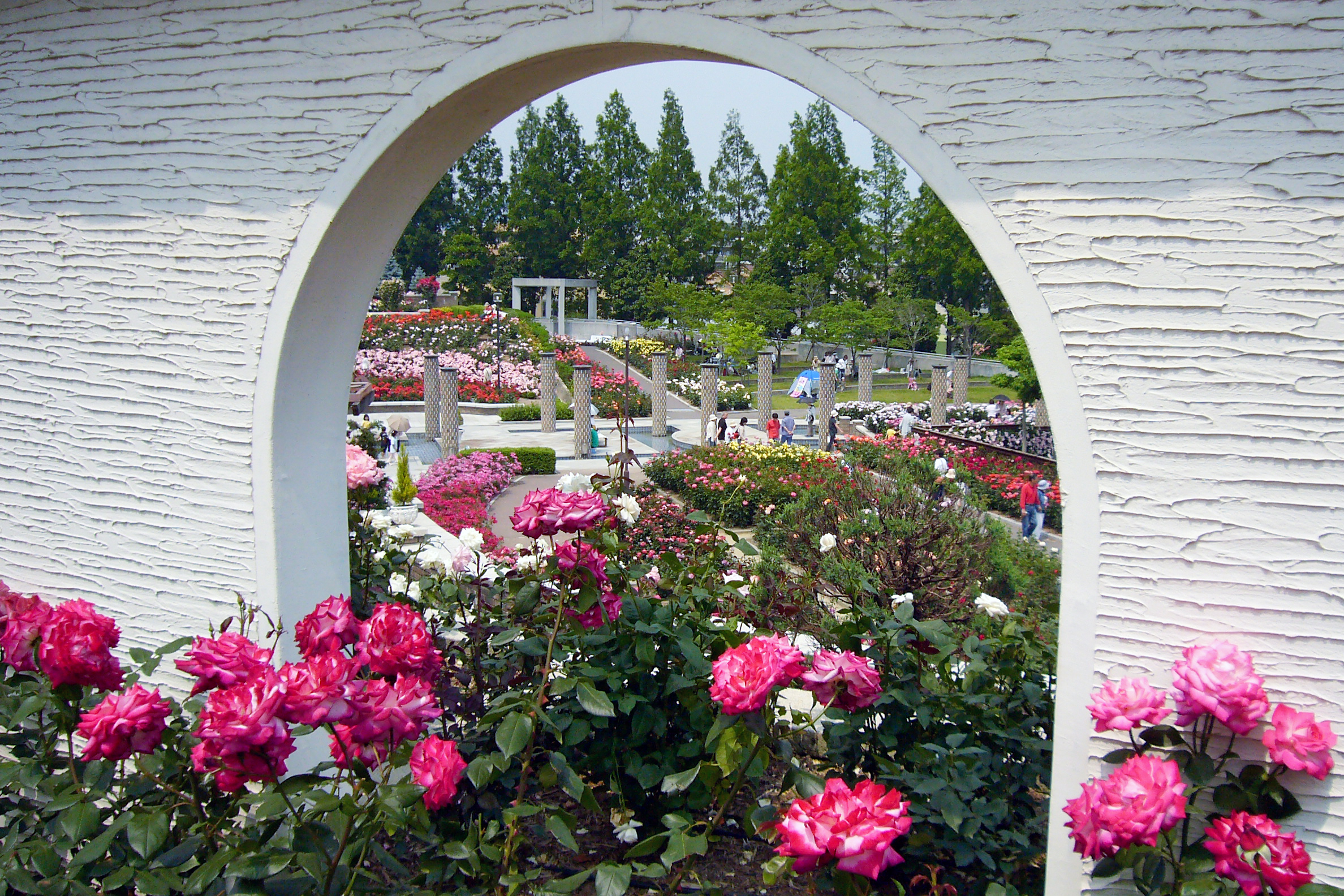
Un coin de la roseraie Aramaki.

Dans cette roseraie de 1,7 hectare de superficie sont abrités quelque 10 000 plants de rosiers représentant 250 espèces ou variétés venant du monde entier. On y trouve notamment des variétés de rosiers originaires d'Itami, telles que « Amatsu Otome » et « Madam Violet ».